# Pacis Nuntius
Pacis Nuntius (в превод от латински: Пратеник на мира) е апостолическо послание на папа Павел VI, от 24 октомври 1964 г., с която Свети Бенедикт Нурсийски се обявява за покровител на Европа.